# Noorse voetbalbeker 2017
De Beker van Noorwegen 2017 is de 112de seizoen van de Beker van Noorwegen. Het toernooi begon met de eerste voorronde op 29 maart 2017 en zal eindigen met de finale op 3 december 2017 in het Ullevaal Stadion in Oslo. De huidige bekerhouder is Rosenborg.

## Kalender
| Ronde        | Speeldata            | Aantal wedstrijden | Clubs     |
| ------------ | -------------------- | ------------------ | --------- |
| 1e voorronde | 29 maart 2017        | 96                 | 272 → 176 |
| 2e voorronde | 4 april 2017         | 48                 | 176 → 128 |
| 1e Ronde     | 25–27 april 2017     | 64                 | 128 → 64  |
| 2e Ronde     | 24 mei 2017          | 32                 | 64 → 32   |
| 3e Ronde     | 31 mei 2017          | 16                 | 32 → 16   |
| 4e Ronde     | 9 augustus 2017      | 8                  | 16 → 8    |
| Kwartfinale  | 27 augustus 2017     | 4                  | 8 → 4     |
| Halve finale | 20–21 september 2017 | 2                  | 4 → 2     |
| Finale       | 3 december 2017      | 1                  | 2 → 1     |

Bron:

## Kwartfinale
|                                |            |     |                             |                                                                  |
| 26 augustus 2017 16:00 (UTC+2) | Mjøndalen  | 1–2 | Sarpsborg 08                | Isachsen Stadion Toeschouwers: 2.244 Scheidsrechter: Espen Eskås |
| 26 augustus 2017 16:00 (UTC+2) | Jansen 33' |     | Zachariassen 66' Heintz 85' | Isachsen Stadion Toeschouwers: 2.244 Scheidsrechter: Espen Eskås |

|                                |                                             |     |           |                                                              |
| 26 augustus 2017 18:30 (UTC+2) | Lillestrøm                                  | 3–1 | Stabæk    | Åråsen Stadion Toeschouwers: 2.937 Scheidsrechter: Kai Steen |
| 26 augustus 2017 18:30 (UTC+2) | Andreassen 21' Tagbajumi 56' Krogstad 90+2' |     | Sæter 29' | Åråsen Stadion Toeschouwers: 2.937 Scheidsrechter: Kai Steen |

|                                |                          |     |              |                                                                    |
| 27 augustus 2017 17:45 (UTC+2) | Molde                    | 2–1 | Kristiansund | Aker Stadion Toeschouwers: 7.755 Scheidsrechter: Ola Hobber Nilsen |
| 27 augustus 2017 17:45 (UTC+2) | Håland 75' Ellingsen 78' |     | Stokke 8'    | Aker Stadion Toeschouwers: 7.755 Scheidsrechter: Ola Hobber Nilsen |

|                                |              |     |                         |                                                                        |
| 27 augustus 2017 20:15 (UTC+2) | Rosenborg    | 1–2 | Vålerenga               | Lerkendal Stadion Toeschouwers: 9.195 Scheidsrechter: Tom Harald Hagen |
| 27 augustus 2017 20:15 (UTC+2) | Jevtović 12' |     | Dønnum 43' Johansen 74' | Lerkendal Stadion Toeschouwers: 9.195 Scheidsrechter: Tom Harald Hagen |

## Halve finale
|                                 |           |                                      |              |                                                             |
| 20 september 2017 20:15 (UTC+2) | Vålerenga | 0–3                                  | Sarpsborg 08 | Valle Hovin Toeschouwers: 8.302 Scheidsrechter: Tore Hansen |
| 20 september 2017 20:15 (UTC+2) |           | Diatta 25' Halvorsen 59', 90' (pen.) |              | Valle Hovin Toeschouwers: 8.302 Scheidsrechter: Tore Hansen |

|                                 |       |                                           |            |                                                                    |
| 21 september 2017 19:00 (UTC+2) | Molde | 0–3                                       | Lillestrøm | Aker Stadion Toeschouwers: 6.482 Scheidsrechter: Svein Oddvar Moen |
| 21 september 2017 19:00 (UTC+2) |       | Mikalsen 75' Knudtzon 87' Melgalvis 90+1' |            | Aker Stadion Toeschouwers: 6.482 Scheidsrechter: Svein Oddvar Moen |

## Finale
|                               |                                |     |                                      |                                                                                 |
| 2 december 2017 13:15 (UTC+1) | Sarpsborg 08                   | 2–3 | Lillestrøm                           | Ullevaal Stadion in Oslo Toeschouwers: 25.091 Scheidsrechter: Ola Hobber Nilsen |
| 2 december 2017 13:15 (UTC+1) | Mortensen 24' Kippe 64' (e.d.) |     | Mikalsen 2' Haakenstad 11' Kippe 58' | Ullevaal Stadion in Oslo Toeschouwers: 25.091 Scheidsrechter: Ola Hobber Nilsen |